# Good Day Sunshine
〈Good Day Sunshine〉은 1966년 음반 《Revolver》에 수록된 비틀즈의 곡이다. 이 곡은 주로 폴 매카트니가 작곡했고 레논-매카트니에게 표기되었다. 레너드 번스타인은 1967년 CBS 뉴스 다큐멘터리에서 이 곡을 만들었다고 칭찬했다.